# Picea chihuahuana
Picea chihuahuana (ялина чівавська, ісп. Cahuite) — вид роду ялина родини соснових.

## Поширення, екологія
Країни поширення: Мексика (Чіуауа, Дуранго, Нуево-Леон). Зростає на північних високогірних схилах, часто в ущелинах, на висоті від 2150 до 3200(3400) м над рівнем моря. Росте на бідних, безплідних, але завжди вологих гірських ґрунтах алювіального походження, як правило, поблизу постійних потоків, але в горах Сьєрра-Мадре і на вапняних літозолях. Клімат прохолодний і вологий, з річною кількістю опадів від 800 до 1300 мм, в основному через літні зливи, але в західній частині хребта також у зимовий період; сніг тільки на найвищих відмітках. Головним чином росте разом з Pinus strobiformis, Pinus pseudostrobus, Pinus ayacahuite і широколистими деревами, наприклад, Quercus castanea, Quercus rugosa, Prunus serotina.

## Опис
Дерево до 25–35 м заввишки і 45–70 см діаметром на рівні грудей, з блідо-сірими зморшками і лускатою корою. Крона вузько конічна, відкрита з кількома довгими гілками серед більш численних значно коротших гілок. Пагони товсті, блідо-бурі. Листки синьо-зелені, матові, довжиною 17–23 мм. Шишки зелені, після дозрівання оранжево-коричневі, циліндричні, 7–12 см, 4–5 см шириною коли відкриті. Насіння довжиною 3.5–4 мм, чорне, з 10–12 мм крилами.

## Використання
Рідкість цього виду робить його економічно неважливим як лісове дерево. Цей вид ще рідкість у розведенні.

## Загрози та охорона
Субпопуляції (25 пунктів зростання відомі) P. chihuahuana широко розсіяні і дуже малі, в цілому від менше 100 до близько 350 дорослих дерев у кожній з них. Природне поновлення бідне або повільне.